# Musée Océanographique de Monaco

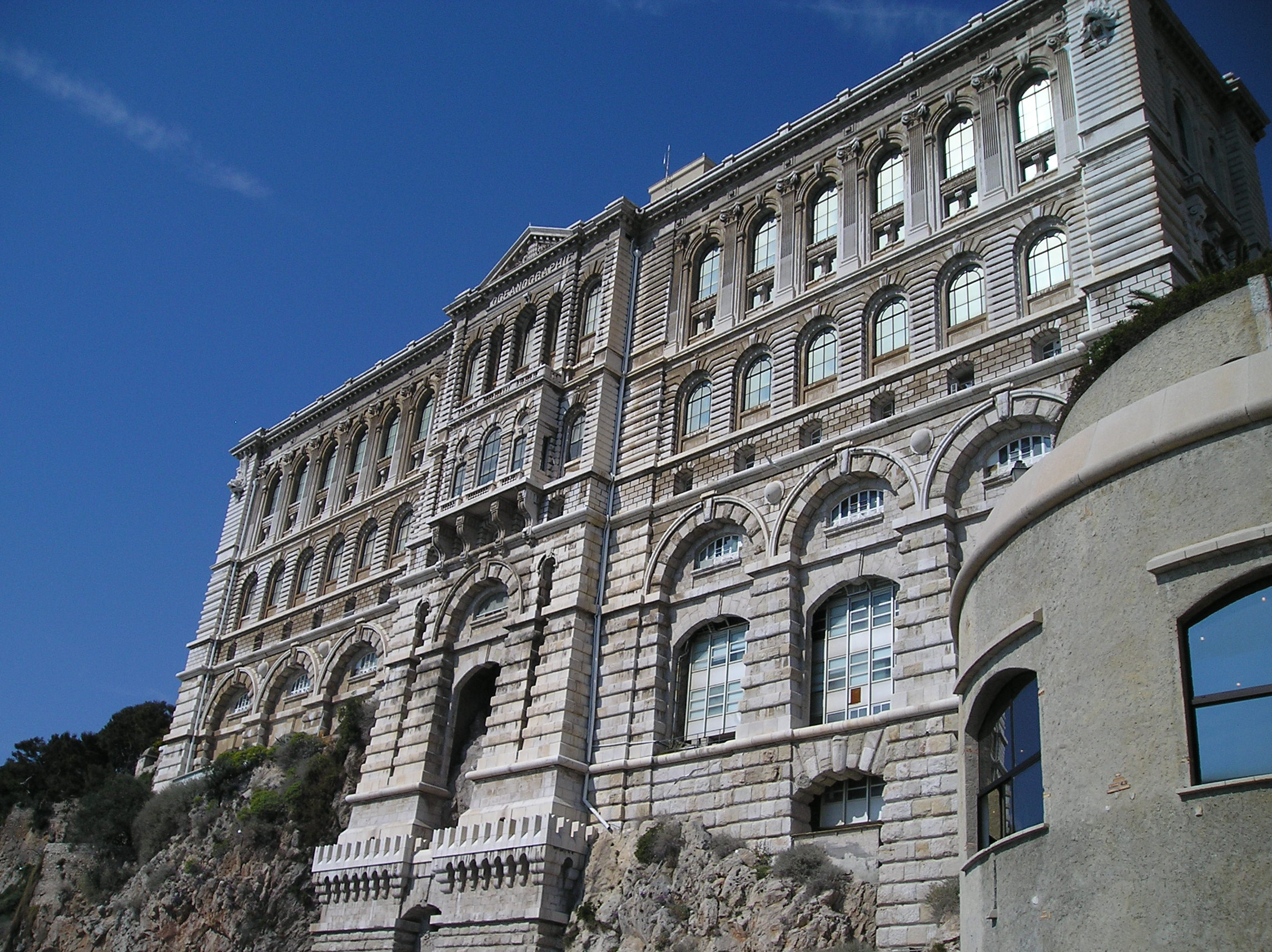
Het Oceanografisch museum, op de rots van Monaco

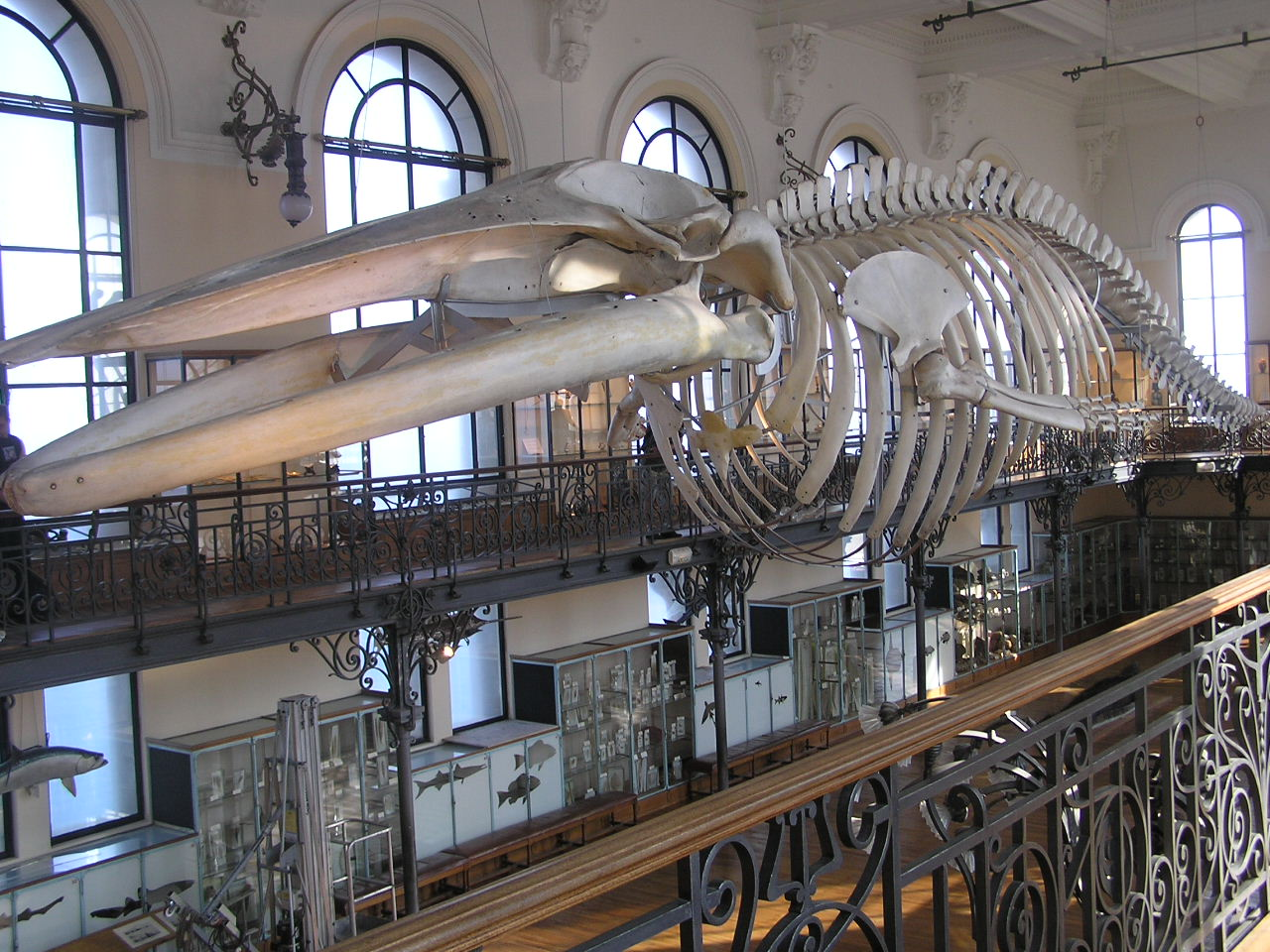
Het skelet van een blauwe vinvis in de grote hal van het museum.

Het Musée Océanographique de Monaco (Oceanografisch museum van Monaco) staat in de wijk Monaco-Ville.
Het is onderdeel van het Océanografisch instituut. De regerend prins is automatisch ere-voorzitter van het instituut.

## geschiedenis
In 1906 werd het Océanografisch instituut gesticht door prins Albert I. Het bijbehorende museum werd opgericht in 1910 door diezelfde prins.
In 1957 werd Jacques Cousteau directeur van het museum. Dit gaf het museum extra bekendheid.

## Collectie
Het museum heeft permanente en tijdelijke tentoonstellingen.
Er zijn 90 aquaria te vinden met hierin verschillende soorten koraal, vissen en andere zeedieren zoals o.a.:
- Zeesterren
- Zeepaardjes
- Kwallen
- Kreeften
- Haaien
- Inktvissen

Verder zijn er scheepsmodellen en skeletten van zeedieren te vinden.

## Externe link

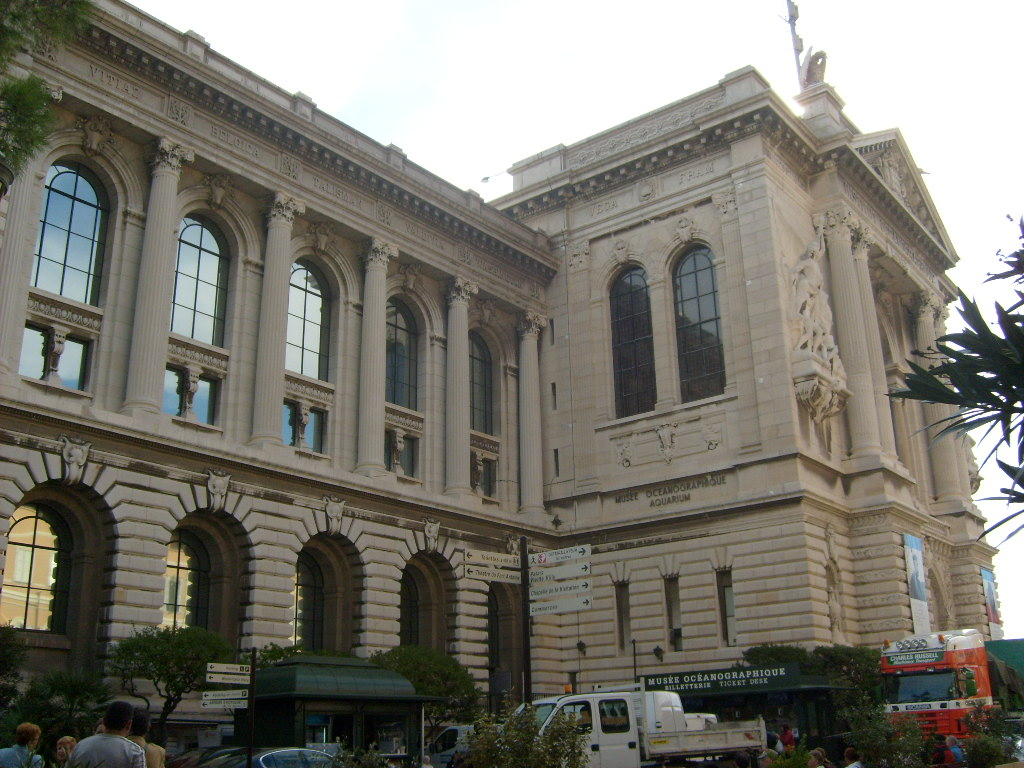
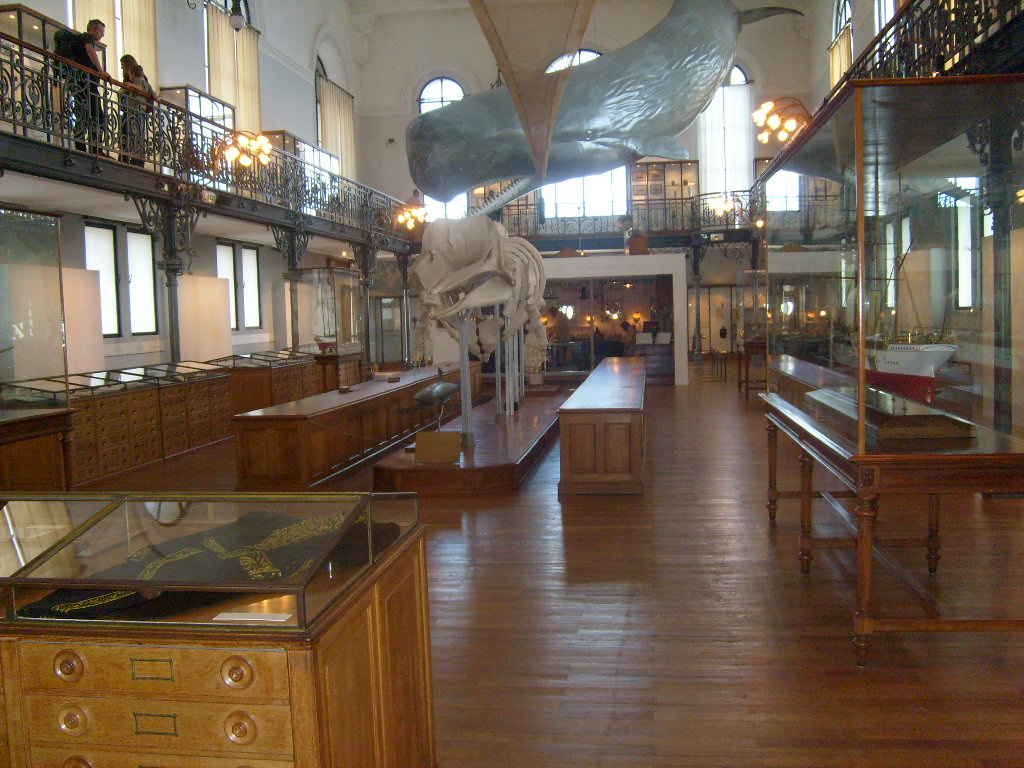